# Borjana
Borjana este o localitate din comuna Kobarid, Slovenia, cu o populație de 120 de locuitori.